# Biserica Sfânta Vineri (Biserica Mică Domnească)
Situată în incinta  Curții Domnești, Biserica Sfânta Vineri (Biserica Mică Domnească) este unul dintre cele mai vechi monumente de arhitectură din România, rămase în picioare până în zilele noastre. Istoricul Virgil Drăghiceanu consideră că Sf. Vineri slujea de paraclis vechiului palat domnesc, fiind una dintre puținele biserici de zid din acea vreme ridicate la Târgoviște. 
Un fragment de ancadrament din piatră, plasat la ușa de pe latura nordică a naosului, poartă următoarea inscripție în limba slavonă:  „Rugăciunea robului lui Dumnezeu jupân Manea Clucer și a jupâniței Vlădaia, veșnica lor pomenire la anul 7025 (1517), luna iulie, 15 zile".
O altă inscripție din altar menționează: „din vechime s-au fost zidit de o doamnă Sultana" (identificată de istoricul Nicolae Iorga cu soția domnitorului Petru Cercel). 
O atestare documentară considerată sigură a bisericii, o avem de la începutul sec. al XVII-lea, 15 mai 1613, pe vremea lui Alexandru Mircea Voievod, când paharnicul Muja, fiind încă în viață, a lăsat testament ca urmașii „să-i îngroape trupul lui la Sfânta Biserică din Târgoviște, ce se numește hramul preacuvioasei Parascheva”. În documentele vremii, biserica apare menționată ca „biserica domnească mică”, „Sf. Vineri” sau „Sf. Parascheva”.
De-a lungul timpului, Biserica Mică Domnească a trecut prin perioade alternative de distrugeri și renovări. La 1517, a fost reparată de către un clucer pe nume Manea Persanu. În august 1712, incendiul care a distrus „Ulița cea mare” din Cetate, ajunge și la Curtea Domnească, afectând Biserica Sfânta Vineri. Iar în anul 2007, turla bisericii a fost lovită de un trăsnet, fiind grav afectată. În cursul unor lucrări complexe de reabilitare din anul 2013, biserica a revenit la starea inițială. În prezent, Biserica Sfânta Vineri (Biserica Mică Domnească) este unul dintre simbolurile Curții Domnești din Târgoviște. Deși are o vechime de 6 secole, această biserică și-a păstrat frumusețea arhitecturală, primind în continuare credincioși la rugăciune. În jurul ei sunt numeroase cruci sculptate în piatră. În interior, biserica găzduiește câteva morminte ale unor personalități istorice, cu pietre funerare frumos decorate.